# TM88
Bryan Lamar Simmons (n. 4 aprilie 1987, Miami, Florida, SUA), cunoscut profesional ca TM88 (cunoscut și sub numele de TrackMan 88), este un producător de muzică american și DJ din Atlanta, Georgia. Este membru al echipei de producție de muzică și compoziție 808 Mafia din Atlanta, ca unul dintre membrii principali de lângă Southside. Simmons a produs hitul global XO Tour Llif3. Piesa va deveni nominalizată la premiile Grammy și una dintre cele mai difuzate melodii de pe Spotify, cu aproximativ 1,4 miliarde de fluxuri din august 2020.

## Biografie și cariera
Bryan Lamar Simmons s-a născut pe 4 aprilie 1987 în Miami, Florida. A locuit în Eufaula, Alabama și mai târziu s-a mutat la Atlanta, Georgia.
În 2009, TM88, 22 de ani la acea vreme, a început să producă pentru Slim Dunkin, artist la Brick Squad Monopoly înainte de asasinarea sa la sfârșitul anului 2011. A fost prezentat la Southside, cu care a început să lucreze. Southside l-a invitat ulterior să se alăture echipei sale de producție 808 Mafia. În 2012, TM88 a avut prima sa plasare majoră ca producător solo la piesa „Lurkin” a lui Waka Flocka Flame, care era pe al doilea album de studio Triple F Life.
TM88 a ajuns în 2013 pe mixtape-uri semnificative de la rapperi precum Future. TM88 a lucrat mai târziu cu Gucci Mane și a obținut un plasament pe al nouălea album de studio Trap House III. Apoi, a obținut un lungmetraj de producție pe al doilea album de studio al lui Future, Honest, pe piesa „Special” în 2014.